# Montagnac, Hérault
Montagnac (okcitansko Montanhac) je naselje in občina v južnem francoskem departmaju Hérault regije Languedoc-Roussillon. Leta 2008 je naselje imelo 3.570 prebivalcev.

## Geografija
Naselje leži v pokrajini Languedoc 40 km jugozahodno od Montpelliera.

## Uprava
Montagnac je sedež istoimenskega kantona, v katerega so poleg njegove vključene še občine Adissan, Aumes, Cabrières, Cazouls-d'Hérault, Fontès, Lézignan-la-Cèbe, Lieuran-Cabrières, Nizas, Péret, Saint-Pons-de-Mauchiens in Usclas-d'Hérault z 10.409 prebivalci.
Kanton Montagnac je sestavni del okrožja Béziers.

## Zanimivosti
- cerkev sv. Andreja iz 12. do 14. stoletja,
- klasicistični dvorec château de Lavagnac iz 17. in 18. stoletja.

## Pobratena mesta
- Nerpio (Kastilija - Manča, Španija);